# Nikarete aus Megara
Nikarete (altgriechisch Νικαρέτη Nikarétē) stammte aus einer angesehenen Familie aus Megara.
Sie war eine Schülerin des Philosophen Stilpon und taucht in den Quellen auch als dessen Hetäre auf. Ebenso soll sie als Hetäre mit dem griechischen Redner Stephanos verkehrt haben, was jedoch wohl eine Verwechslung mit der Hetäre Neaira ist, die zuvor einer Frau namens Nikarete gehört hatte. Ihre Beziehung zu Stilpon brachte ihr den Spott des Komödiendichters Krates ein. Nach dessen Behauptung war sie „Gemeinbesitz“ der Stilpon’schen Philosophenschule.